# Trematopygus horvathi
Trematopygus horvathi är en stekelart som först beskrevs av Kiss 1926.  Trematopygus horvathi ingår i släktet Trematopygus och familjen brokparasitsteklar. Inga underarter finns listade i Catalogue of Life.